# Beffroi de Tielt
Le beffroi de Tielt (en néerlandais : Belfort van Tielt) est une haute tour surmontant la halle aux draps sur le Markt de la ville de Tielt, dans la province de Flandre occidentale en Belgique.
Le beffroi est classé au patrimoine mondial de l'UNESCO avec d'autres beffrois de Belgique et de France depuis 1999. Une plaque commémorative a été installée à cette occasion.

## Historique
La halle de Tielt a été construite sur le Markt (place du Marché) de la ville de Tielt en 1275 avec l'autorisation de Béatrice de Brabant. La structure a été détruite plusieurs fois et a été reconstruite maintes et maintes fois. Le bâtiment actuel de la halle date de 1558-1560. La tour du beffroi est érigée en 1620.
Le bâtiment a été construit dans le style Renaissance. Les ornements héraldiques au-dessus des galeries sont des ajouts de la fin du XIXe siècle. Ils représentent des armoiries de familles importantes de Tielt pendant la période féodale.
Depuis 1773, la tour de la halle abrite un carillon réalisé par les célèbres fondeurs de cloches de Bruges Duméry. Le carillon est composé de 36 cloches.
Pendant la libération, le 8 septembre 1944, le bâtiment a beaucoup souffert. Il a fallu attendre 1959 pour une restauration complète. 
En 2006, il a été décidé de rénover une nouvelle fois le beffroi. Depuis janvier 2008, d'importants travaux sont en cours et la tour de la halle est temporairement inaccessible.

## Description
Le beffroi, d'une hauteur d'environ 36 m, surmonte l'ancienne halle aux draps (en néerlandais : Lakenhal van Tielt). Il est bâti en briques et pierres blanches.

## Visite
Au premier étage, se trouve un musée abritant une collection de 78 têtes géantes en polyester de politiciens internationaux d'après-guerre. Elles sont un vestige de la procession européenne qui s'est déroulée en 1986.

## Sources et liens externes
- http://beffrois.blogg.org/tielt-a116275030
- http://www.belgiumview.com/belgiumview/tl2/view0004574.php4
- Beffrois de Belgique et de France, valeur universelle exceptionnelle.